# The Seers
The Seers sono stati un gruppo garage rock inglese originario di Bristol attivo tra il 1986 ed il 1992. Hanno pubblicato alcuni singoli e 2 album per la Cherry Red Records. I componenti erano Spider McCallum alla voce, Kat Day e Leigh Wildman alle chitarre.
Esordirono nel 1988 con il singolo Freedom Trip. Ma è con il secondo singolo Lightning Strikes sempre del 1988 e considerato il loro brano di maggior impatto che si fanno conoscere al grande pubblico. Un loro brano You Keep Me Praying è stato inserito nella raccolta Time Will Show the Wiser: The Bucketfull of Brains Collection pubblicata nel 1989.
Il loro esordio sulla lunga distanza avvenne nel 1990 con Psych Out, debitore del garage rock americano degli anni sessanta come della psichedelia inglese. L'album venne stampato per il mercato americano dalla Relativity Records.
Il secondo lavoro Peace Crazies, che riprendeva in modo meno originale le idee del primo album fu pubblicato nel 1992 poco prima dello sciogliemento del gruppo.

## Discografia

### Album in studio
- 1990 - Psych Out - (Cherry Red, 1991 Relativity)
- 1992 - Peace Crazies - (Cherry Red)

### Album dal vivo
- 2010 - Live in Bristol 1991 (Bristol Archive Records)
- 2010 - Live in Europe 1990 (Bristol Archive Records)